# Simon Berg
Simon Berg, född 1983 i Boden, Norrbotten, är en svensk konstnär och fotograf.
Han utbildade sig vid Högskolan för Fotografi i Göteborg där han tog en Masterexamen 2012.
Hans fotografier har visats på institutioner som Kulturens hus och Göteborgs konsthall.
2010 fick hans bok Apan är rädd ett hedersomnämnande av Svenska fotoboksprisets jury.

## Separatutställningar
- Sår, Centrum för Fotografi, Stockholm [2015][4]
- A journal of selected bibliography, Svenska huset, Kavala [2014]
- Materiens motstånd, Galleri Format (Rummet), Malmö [2014]
- Materiens motstånd, Galleri Mors Mössa, Göteborg [2014]
- (III), Galleri Galaxen, Sandvikens konsthall, Sandviken [2013]
- (III), Galleri Monitor, Göteborg [2012]